# Geneva (Ohio)
Pour les articles homonymes, voir Geneva.
Geneva est une localité du comté d'Ashtabula dans l'État de l'Ohio aux États-Unis. En 2000 elle comptait 6 595 habitants, sa superficie est de 10.4 km². Elle fut ainsi baptisée à la suite de la suggestion de Levi Gaylord, en référence à la cité de Geneva (New York).

## Histoire
Geneva a été colonisée en 1805 par des colons de Charlotte, New York.

## Culture locale et patrimoine

### Personnalités liées à la ville
- Ransom Eli Olds, (3 juin 1864–26 août 1950) né à Geneva, est le fondateur d'Oldsmobile.
- Emy Lee Coligado née le 5 juin 1971 à Geneva. Elle est connue pour son rôle de Piama dans la série Malcolm.